# Фруадфонтен
Фруадфонте́н (фр. Froidefontaine) — муніципалітет у Франції, у регіоні Бургундія-Франш-Конте, департамент Територія Бельфор. Населення — 459 осіб (01.01.2021).
Муніципалітет розташований на відстані близько 370 км на південний схід від Парижа, 80 км на північний схід від Безансона, 12 км на південний схід від Бельфора.

## Історія
У 1956-2015 роках муніципалітет перебував у складі регіону Франш-Конте. Від 1 січня 2016 року належить до нового об'єднаного регіону Бургундія-Франш-Конте.

## Демографія
Динаміка населення (Cassini ):
Розподіл населення за віком та статтю (2006):
| Стать | Всього | До 15 років | 15-24 | 25-44 | 45-64 | 65-85 | Понад 85 |
| --- | ------ | ----------- | ----- | ----- | ----- | ----- | -------- |
| Чоловіки | 240    | 44          | 36    | 52    | 80    | 28    | 0        |
| Жінки | 216    | 36          | 24    | 60    | 60    | 32    | 4        |
| \| Статево-вікова піраміда \| Статево-вікова піраміда \| Статево-вікова піраміда \| \| ----------------------- \| ----------------------- \| ----------------------- \| \| Чоловіки \| Вік \| Жінки \| \| 0 \| 85 + \| 4 \| \| 0 \| 80-84 \| 4 \| \| 12 \| 75-79 \| 8 \| \| 16 \| 70-74 \| 16 \| \| 0 \| 65-69 \| 4 \| \| 12 \| 60-64 \| 4 \| \| 16 \| 55-59 \| 20 \| \| 24 \| 50-54 \| 16 \| \| 28 \| 45-49 \| 20 \| \| 8 \| 40-44 \| 12 \| \| 28 \| 35-39 \| 32 \| \| 12 \| 30-34 \| 16 \| \| 4 \| 25-29 \| 0 \| \| 24 \| 20-24 \| 8 \| \| 12 \| 15-20 \| 16 \| \| 8 \| 10-14 \| 12 \| \| 16 \| 5-9 \| 16 \| \| 20 \| 0-4 \| 8 \| |        |             |       |       |       |       |          |
| Статево-вікова піраміда |        |             |       |       |       |       |          |
| Чоловіки | Вік    | Жінки       |       |       |       |       |          |
| 0 | 85 +   | 4           |       |       |       |       |          |
| 0 | 80-84  | 4           |       |       |       |       |          |
| 12 | 75-79  | 8           |       |       |       |       |          |
| 16 | 70-74  | 16          |       |       |       |       |          |
| 0 | 65-69  | 4           |       |       |       |       |          |
| 12 | 60-64  | 4           |       |       |       |       |          |
| 16 | 55-59  | 20          |       |       |       |       |          |
| 24 | 50-54  | 16          |       |       |       |       |          |
| 28 | 45-49  | 20          |       |       |       |       |          |
| 8 | 40-44  | 12          |       |       |       |       |          |
| 28 | 35-39  | 32          |       |       |       |       |          |
| 12 | 30-34  | 16          |       |       |       |       |          |
| 4 | 25-29  | 0           |       |       |       |       |          |
| 24 | 20-24  | 8           |       |       |       |       |          |
| 12 | 15-20  | 16          |       |       |       |       |          |
| 8 | 10-14  | 12          |       |       |       |       |          |
| 16 | 5-9    | 16          |       |       |       |       |          |
| 20 | 0-4    | 8           |       |       |       |       |          |

## Економіка
2010 року серед 307 осіб працездатного віку (15—64 років) 247 були активними, 60 — неактивними (показник активності 80,5%, у 1999 році було 74,0%). З 247 активних мешканців працювала 221 особа (128 чоловіків та 93 жінки), безробітними було 26 (14 чоловіків та 12 жінок). Серед 60 неактивних 18 осіб було учнями чи студентами, 28 — пенсіонерами, 14 були неактивними з інших причин.

У 2010 році в муніципалітеті числилось 185 оподаткованих домогосподарств, у яких проживали 481,0 особи, медіана доходів виносила 20 068 євро на одного особоспоживача